# Занев, Петр
Петр Димитров Занев (болг. Петър Димитров Занев; род. 18 октября 1985, Копривлен, Благоевградская область[…]) — болгарский футболист, левый, центральный защитник.

## Биография
Петр Занев начал заниматься футболом в школьные годы в городе Гоце Делчев. В 1999 году поступил в футбольную школу Методи Калмбова — «Септември» (Симитли), где обучался у Петра Цветкова, который использовал методику подготовки ведущих голландских школ. Занев стал частью талантливого поколения футболистов, среди которых Христо Златински, Тодор Паланков, Борислав Хазуров, Георгий Какалов, Илко Пиргов, Радослав Анев и Светослав Дяков.
В 2002 году школа Калмбова переехала в Благоевград, а её воспитанники сталия частью местной команды. Первым тренером в новой команде был Петр Михтарски, который дал шанс Заневу, который дебютировал в семнадцатилетнем возрасте. Через полтора года «Пирин» вышел в Группу «А», а новый тренер команды Йордан Самоковлийски включил молодого защитника в основной состав.
Во время зимней паузы в сезоне 2004/05 Занев перешёл в «Литекс». Новый наставник команды Стойчо Стоилов в лице Занева видел перспективного конкурента и альтернативу игравшему на этой же позиции Михаилу Венкову. Дебют Занева состоялся 16 апреля 2005 года в матче против «Пирина». Первый гол за «Литекс» забил 14 сентября 2006 года в матче Кубка УЕФА против чемпиона Израиля «Маккаби» (Хайфа).
Летом 2007 года Занев на правах аренды перешёл в испанскую «Сельту», которую тренировал Христо Стоичков. Зимой Стоичкова сменил Лопес Каро. Занев и другой болгарский футболист «Сельты» Владимир Манчев практически перестали выходить на поле. В январе 2008 года был отдан в аренду в «Расинг Феррол», в котором стал твёрдым игроком основы. Отыграв все матчи за испанскую команду до конца сезона, вернулся в «Литекс», где в течение двух сезонов выиграл Чемпионат Болгарии, Кубок страны и Суперкубок. В январе 2011 года на церемонии награждения спортсменов года в Ловече получил приз «Любимец фанатов».
Летом 2012 года перешёл в украинский клуб «Волынь». Сыграл за команду 24 матча. Из-за финансовых проблем получил статус свободного агента. В июне 2013 года перешёл в пермский «Амкар». В сезоне 2013/14 из-за усталости мышц не смог играть, но в матче с «Зенитом» помог команде добиться ничьей. После этого ещё раз съездил в Болгарию, но потеряв много времени и видя ухудшение состояния здоровья, поехал в Германию, где обнаружилось повреждение связок. После не играл около девяти месяцев.
18 сентября 2017 года в 10-м туре с «Локомотивом» сыграл сотый матч в составе «Амкара» в РФПЛ.
3 апреля 2019 года на официальном сайте ФК «Енисей» было объявлено о том, что Петр Занев расторгнул соглашение с клубом. Причиной его ухода стало недовольство методами работы главного тренера.

## Достижения
«Литекс»
- Чемпион Болгарии (2): 2009/10, 2010/11
- Обладатель Кубка Болгарии: 2009
- Обладатель Суперкубка Болгарии: 2010